# Schwere Panzerjäger-Abteilung 653
La Schwere Panzerjäger-Abteilung 653 fu un'unità corazzate d'élite della Wehrmacht, impegnata su diversi fronti durante la seconda guerra mondiale.

## Formazione
Nato nel 1940 come Sturmgeschütz-Abteilung 197, battaglione d'assalto che prestò servizio durante l'occupazione tedesca della Jugoslavia e sul fronte orientale, venne rinominato e riorganizzato come schwere Panzerjäger-Abteilung 653 il 31 marzo 1943; fu inizialmente dotato di cacciacarri Ferdinand.

## Operazioni

### Fronte orientale e italiano
Assegnato al XXXXI Panzerkorps, prese parte alla battaglia di Kursk nel mese di agosto e combatté nei pressi di Nikopol' durante la battaglia del Dnepr. Dopo pesanti perdite in Ucraina, il battaglione venne trasferito a Vienna per essere riorganizzato. La 1ª compagnia ricevette 11 nuovi Elefant - il nuovo nome per la versione ridisegnata del Ferdinand - venendo inviata nel sud Italia, dove prese parte alla battaglia di Anzio nel mese di febbraio del 1944. La 2ª e la 3ª vennero invece dotate di 30 nuovi veicoli nel mese di aprile e inviate sul fronte orientale, dove furono aggregate all XXIV. Panzerkorps. A causa delle forti perdite subite nel mese di agosto la 2ª e la 3ª compagnia, ridotte ad dodici veicoli in totale, furono ritirate dal fronte per essere riorganizzate in un'unica 2ª compagnia a Cracovia, continuando ad operare sul fronte orientale come parte della 17ª Armata con il nome di schwere Panzerjäger-Kompanie 614 e combattendo il resto della guerra contro l'esercito sovietico, arrendendosi con soli due Elefant al termine della battaglia di Berlino nel mese di maggio del 1945.

### Sul fronte occidentale
La 3ª compagnia venne trasferita ad ovest ed aggregata alla 1ª in stanza a Vienna, che contava di soli quattro Elefant operativi. Nel mese di ottobre furono entrambe riequipaggiate con i nuovi Jagdtiger, in dotazione anche allo schwere Panzerjäger-Abteilung 512. Una volta riequipaggiato, il battaglione venne nuovamente diviso in due distinte compagnie: la 1ª venne assegnata alla 15ª Armata per supportarla nell'offensiva invernale tra le Ardenne, la 3ª venne aggregata alla 17. SS-Panzergrenadier-Division "Götz von Berlichingen", con la quale avrebbe partecipato all'operazione Nordwind nel mese di gennaio del 1945. A febbraio le due compagnie vennero raggruppate a Landau per essere, alla fine del mese, riequipaggiate con un totale di 41 Jagdtiger. Nel mese di aprile venne trasferita in Austria per ricevere i nuovi veicoli dalla fabbrica Nibelungenwerk e concludere la guerra nei pressi diLinz al comando dell'Heeresgruppe Ostmark.